# Salacia solimoesensis
Salacia solimoesensis är en benvedsväxtart som beskrevs av Albert Charles Smith. Salacia solimoesensis ingår i släktet Salacia och familjen Celastraceae. Inga underarter finns listade.